# 트라이겐
트라이겐(스페인어: Traiguén)는 칠레 아라우카니아 주 마예코 현의 코무나이다.